# Liepāja
Liepāja (deutsch Libau, livisch Līepõ, russisch Лиепая, Либава) ist eine an der Ostsee gelegene Hafenstadt im Westen Lettlands. Mit 67.591 Einwohnern (Stand: 1. Januar 2022) ist sie die drittgrößte Stadt des Landes.

## Geschichte

### Mittelalter
Die Stadt entstand aus einem kleinen kurischen Dorf an der Mündung der Lyva. Erstmals erwähnt wird der Ort als „Lyva“ im Jahre 1253. Als kleiner unbefestigter Hafenort im Staatsgebilde des Livländischen Ordens wurde Liwa (diese Schreibweise hatte sich im 14. Jahrhundert durchgesetzt) mehrmals von den Litauern niedergebrannt, unter anderem 1418. Im Hafen von Liwa wurden im 15. Jahrhundert Holz, Fleisch, Fisch und Butter umgeschlagen. Doch blieb Liwa hinter den konkurrierenden Häfen Memel und Windau zurück.

### Frühe Neuzeit
Infolge der Reformation entstanden in Libau zwei lutherische Gemeinden. Die eine Gemeinde (St. Anna) bildeten die Evangelischen lettischer Sprache, die andere (Trinitatis) die Evangelischen deutscher Sprache. 1560 wurde Libow als Teil der Komturei Grobiņa für fast 50 Jahre (bis 1609) an Preußen verpfändet. In dieser Zeit stieg die Bevölkerungszahl unter anderem durch Zuwanderung aus Deutschland. Die Verleihung des Stadtrechts erfolgte 1625 durch Herzog Friedrich von Kettler von Kurland und Semgallen. König Sigismund III. Wasa von Polen-Litauen bestätigte als Suzerän des Herzogs die städtischen Rechte im Jahr darauf.
Mitte des 17. Jahrhunderts wurde mit dem Bau der Hafenanlage begonnen. In den Nordischen Kriegen litt Libau weniger unter Zerstörung als unter Kontributionszahlungen an die durchziehenden Heere und mehreren Pestepidemien. 1698 zerstörte ein Großbrand den Großteil der Holzgebäude der Stadt. Der Großen Pest von 1708 bis 1714 fiel ein Drittel der Bürger zum Opfer.
Von 1697 bis 1703 wurde der Handelskanal zum Libauer See in Betrieb genommen. Der Hafen befindet sich bis heute an der verbreiterten Mündung des Kanals und war ab 1730 auch für große Schiffe befahrbar.

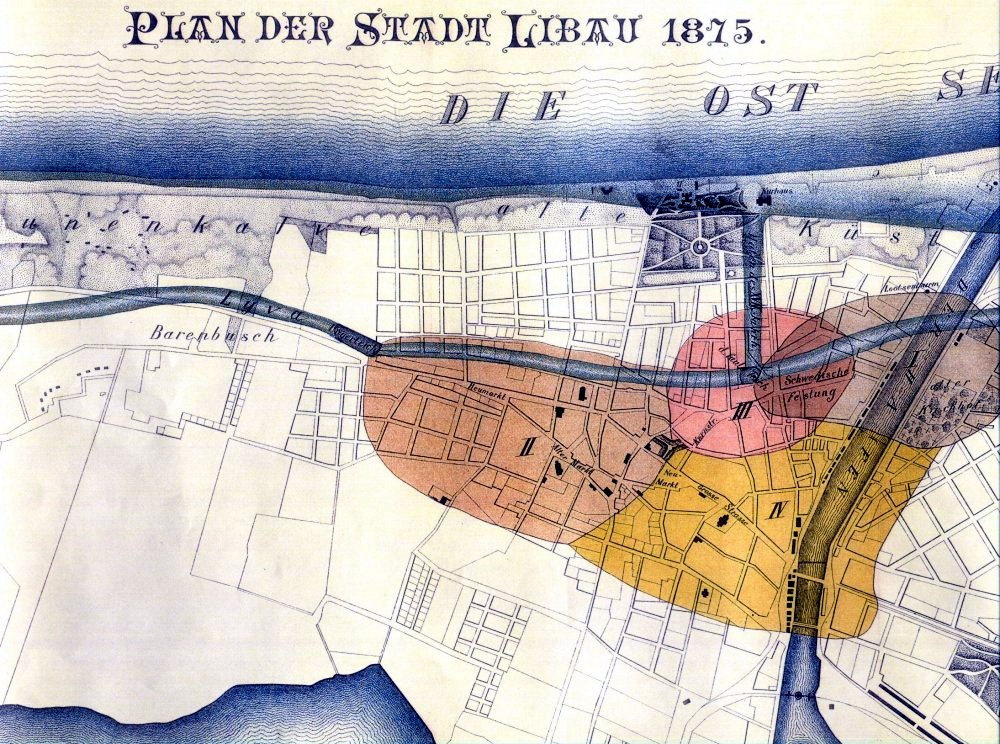
Plan der Stadt Libau, 1875

### 19. Jahrhundert
Libau fiel 1795 mit dem Herzogtum Kurland an das Russische Kaiserreich und gehörte fortan zum Gouvernement Kurland. Für Russland hatte die Stadt wegen ihres eisfreien Hafens große militärische und wirtschaftliche Bedeutung. In ihr lebten damals 4548 Einwohner. Nach mehr als hundert Friedensjahren waren es 1914 bereits 94.000. Im 19. Jahrhundert bekam Libau einen Eisenbahnanschluss (1869/1876) und wurde ein bedeutendes Industriezentrum. Ab 1899 fuhr hier die erste elektrische Straßenbahn im Baltikum. In diesem Jahr wurde auch mit dem Ausbau des Kriegshafens (siehe Karosta) als strategische Flottenbasis begonnen. Von 1906 bis 1914 bestand direkter Schiffsverkehr nach New York. Den Hafen Libaus nutzten unter anderem mehrere hunderttausend Auswanderer. Es bestand im 19. Jahrhundert ein deutschsprachiges Stadttheater.

### 20. Jahrhundert

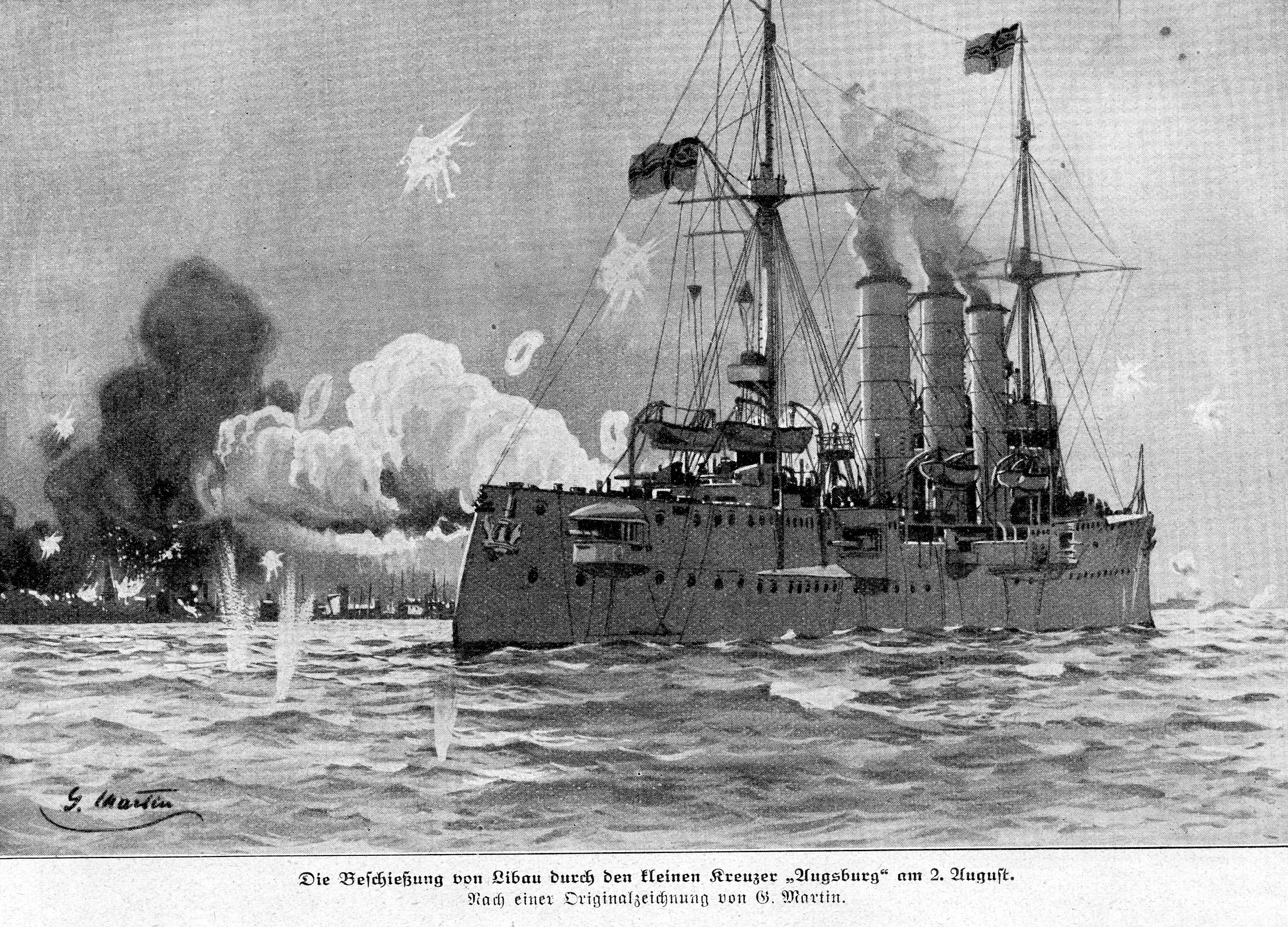
Beschießung von Libau am 2. August 1914 durch den Kleinen Kreuzer Augsburg

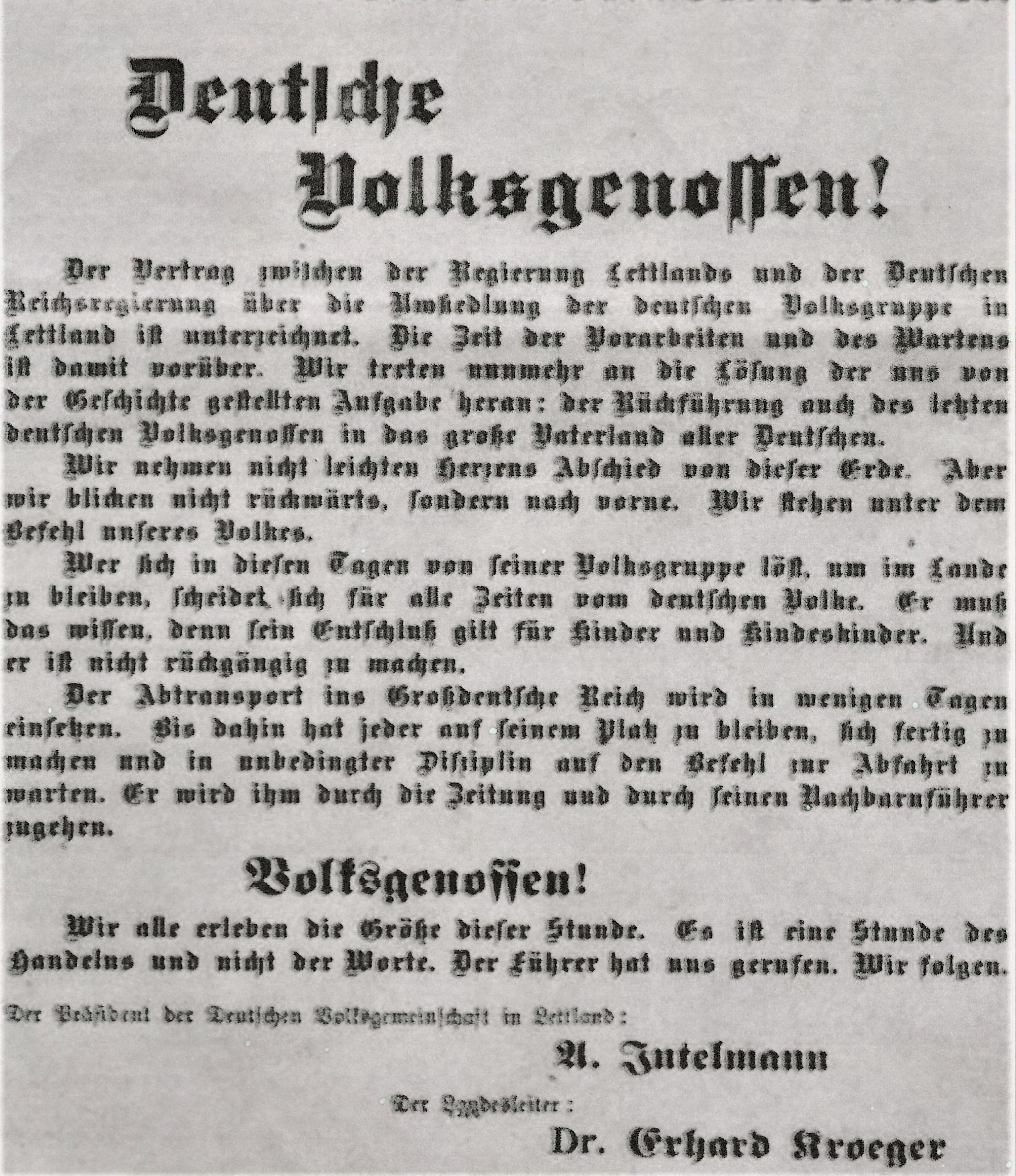
Aufruf zur Umsiedlung der Deutschbalten 1939

Der Erste Weltkrieg begann für die Libauer am 2. August 1914 mit der Beschießung des Hafens durch ein deutsches Kriegsschiff. Am 8. Mai 1915 besetzten deutsche Truppen Libau infolge der Schlacht um Schaulen. Seit Kriegsbeginn hatte sich die Einwohnerzahl der Stadt durch Zwangsevakuierungen ins innere Russland und wirtschaftlichen Niedergang auf 43.600 im Jahr 1915 verringert. Nach dem Kriegsende besetzten die Roten Lettischen Schützen und die Rote Armee fast das ganze lettische Territorium und gründeten die Lettische Sozialistische Räterepublik mit Pēteris Stučka an der Spitze. Die lettische provisorische Regierung, die vom Volksrat in Riga proklamiert worden war, floh Anfang 1919 nach Libau, wo Schiffe der britischen Flotte ankerten. Außerdem befanden sich noch die Vertreter der Entente sowie der Soldatenrat und das Generalkommando der deutschen Truppen in der Stadt. Am 16. April 1919 fand hier ein Putschversuch einer kleinen Einheit der Baltischen Landeswehr statt, in dessen Folge ein Regierungskabinett mit dem protestantischen Pastor Andrievs Niedra als Ministerpräsidenten gebildet wurde. Der Ministerpräsident der provisorischen Regierung Kārlis Ulmanis lebte daraufhin bis zum 27. Juni 1919 auf dem Schiff „Saratow“, das unter englischem Schutz im Hafen ankerte.
Der Verkehr im Hafen sank nach 1920 auf ein Zwölftel des früheren Umfangs. Von wirtschaftlicher Bedeutung waren die Anbindung an die Eisenbahnstrecke nach Jelgava (1929) und die Gründung des Freihafens (1931). Es entstanden auch kulturelle Einrichtungen wie die Oper (1922) und die Philharmonie (1927).
In Folge des Hitler-Stalin Paktes wurde am 30. Oktober 1939 der Vertrag zur Umsiedlung lettischer Bürger deutscher Volkszugehörigkeit ins Deutsche Reich veröffentlicht. Die Aussiedlung von 51.000 Deutschbalten ins Deutsche Reich erfolgte kurzfristig. Im Frühjahr 1941 gab es noch eine sogenannte „Nachumsiedlung“ von ca. 10.500 Deutschbalten. Damit endete 1941 die 750-jährige deutschbaltische Geschichte einer gesellschaftlich, wirtschaftlich und politisch dominierenden Bevölkerungsschicht. Die Libauer Bevölkerungsstruktur wurde dadurch wesentlich verändert, 1935 hatten noch rund 4500 Deutschbalten in der Stadt gelebt.

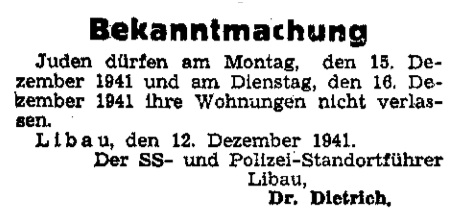
Bekanntmachung durch SS-Führer Fritz Dietrich vom 12. Dezember 1941

Anfang 1940 wurden in Liepāja 15.000 Soldaten der Roten Armee stationiert. Im Sommer folgte die erste Besetzung des Landes. Allein am 14. und 15. Juni 1941 wurden um die 2000 Stadtbewohner nach Sibirien deportiert. Nach der Eroberung Liepājas durch deutsche Truppen am 29. Juni 1941 war die Stadt bis zum 9. Mai 1945 deutsch besetzt. Schon am ersten Tag der deutschen Besetzung begann die Schoa in Liepāja. An diesem 29. Juni wurde unter anderem der 1911 in Wien geborene Dirigent und Komponist Walter Hahn, der nach Lettland geflohen war, auf der Straße erschossen. Die meisten der über 7000 jüdischen Einwohner wurden bei den Massakern in Liepāja durch Wehrmacht und SS bei sogenannten Geiselerschießungen umgebracht, über 3000 davon vom 15. bis 17. Dezember 1941 in Šķēde.
1944 und 1945 war der Hafen neben Windau die wichtigste Verbindung der eingeschlossenen Heeresgruppe Kurland. Viele zehntausend Einwohner flohen per Schiff vor der Roten Armee. Nach 1945 bestand das Kriegsgefangenenlager 349 für deutsche Kriegsgefangene.
Zwischen 1945 und 1990 wurden von der sowjetischen Führung Industrie- und Fischereibetriebe eingerichtet. Der Hafen diente als Stützpunkt der Sowjetischen Marine. Während des Kalten Krieges wurde die norddeutsche Stadt Flensburg zum projektierten atomaren Ziel des sowjetischen U-Boot-Stützpunktes von Liepāja.
Bis 1974 hatte die Stadt wieder 100.000 Einwohner. Von diesen waren im Zuge der Russifizierung und Industrialisierung mehr als die Hälfte vor allem aus der RSFSR und aus anderen Sowjetrepubliken angesiedelt worden.

### 21. Jahrhundert
Liepāja wird 2027 zusammen mit der portugiesischen Stadt Évora Kulturhauptstadt Europas. Nach 2014 mit der Hauptstadt Riga ist Liepāja die zweite lettische Kulturhauptstadt Europas.

## Sehenswürdigkeiten
Sehenswert sind die Innenstadt mit dem alten Speicherviertel, der breite und feinsandige Dünenstrand an der Ostsee sowie
- die evangelische Dreifaltigkeitskathedrale (Einweihung 1758) in der Nähe des Rosenplatzes. Die Orgel der Dreifaltigkeitskirche war nach dem Umbau im Jahre 1885 durch Barnim Grüneberg bis 1912 die größte der Welt mit 131 Registern, vier Manualen und mehr als 7000 Pfeifen und gehört auch heute noch zu den größten in Europa.
- die evangelische St.-Anna-Kirche (Einweihung 1587) mit einem monumentalen holzgeschnitzten Altaraufsatz von 1697, einem Meisterwerk der Barockzeit
- die evangelische Martin-Luther-Kirche, erbaut von 1914 bis 1934[19]
- die katholische St.-Josef-Kathedrale in der Nähe des Alten Marktplatzes, Erstbau von 1762, heutige neuromanische Basilika von 1894 bis 1897 erbaut[20]
- die orthodoxe Kirche der Heiligen Dreifaltigkeit, erbaut 1867
- die orthodoxe St.-Alexey-Kirche, erbaut von 1905 bis 1907

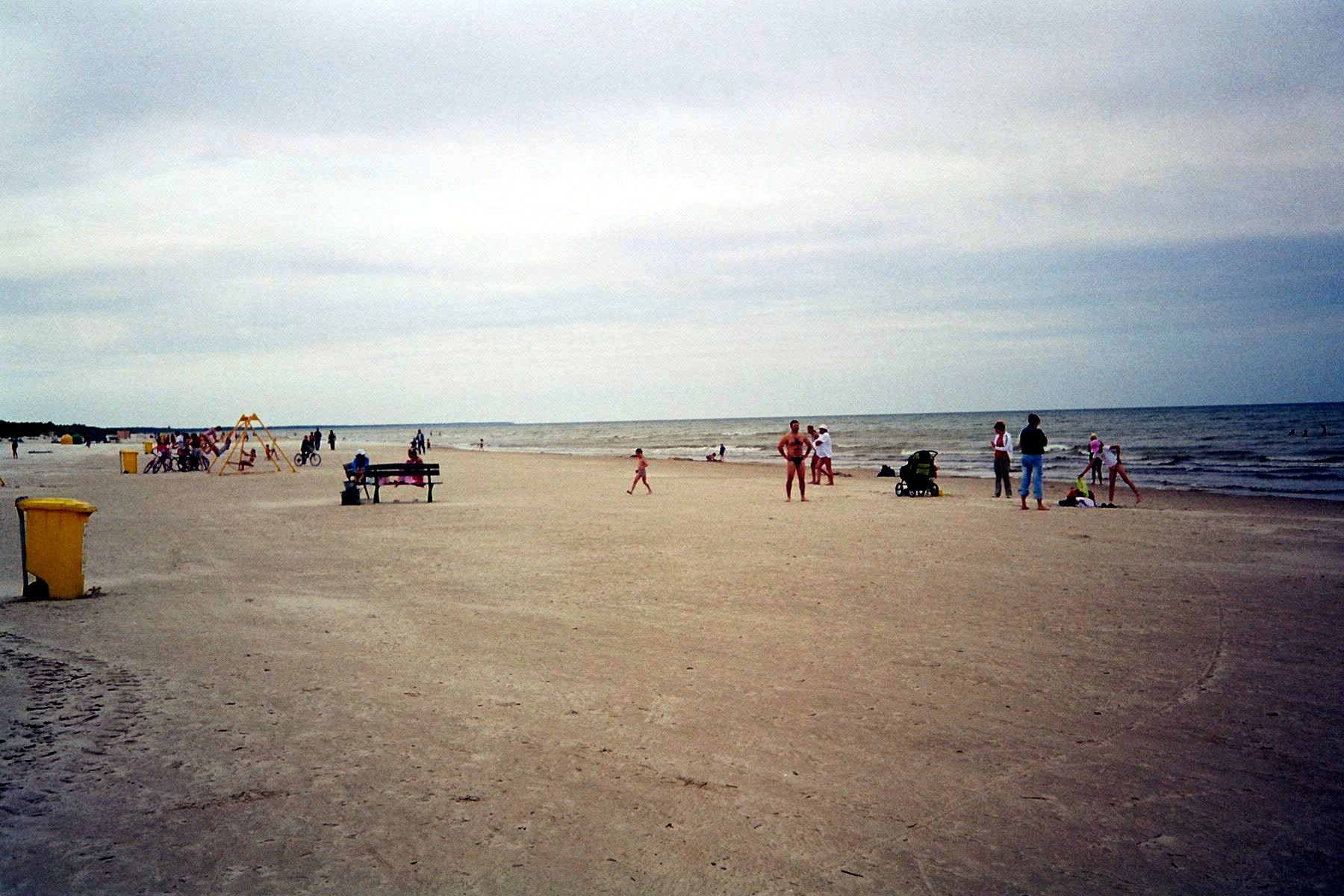
Strand bei Liepāja
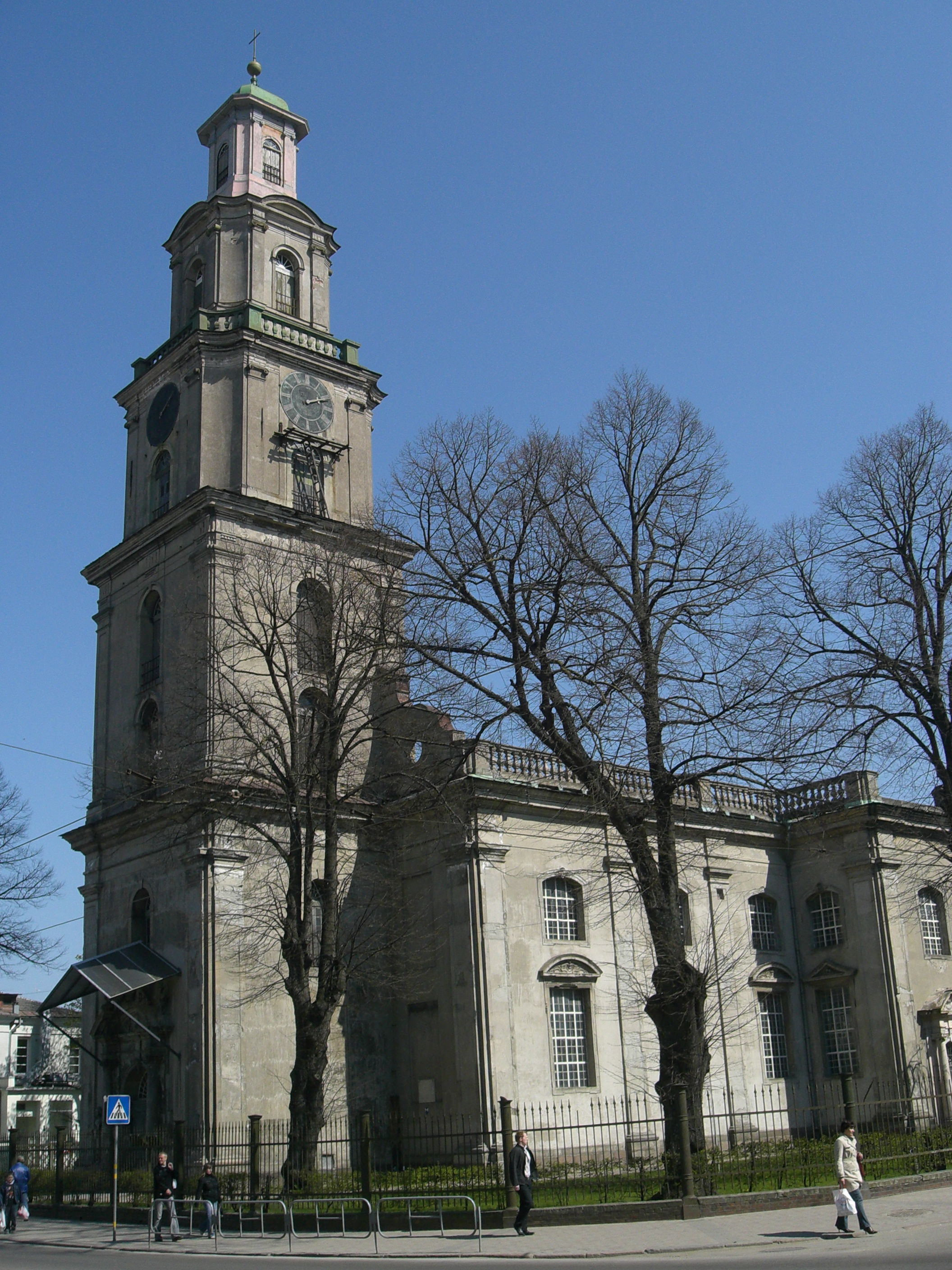
Dreifaltigkeitskathedrale
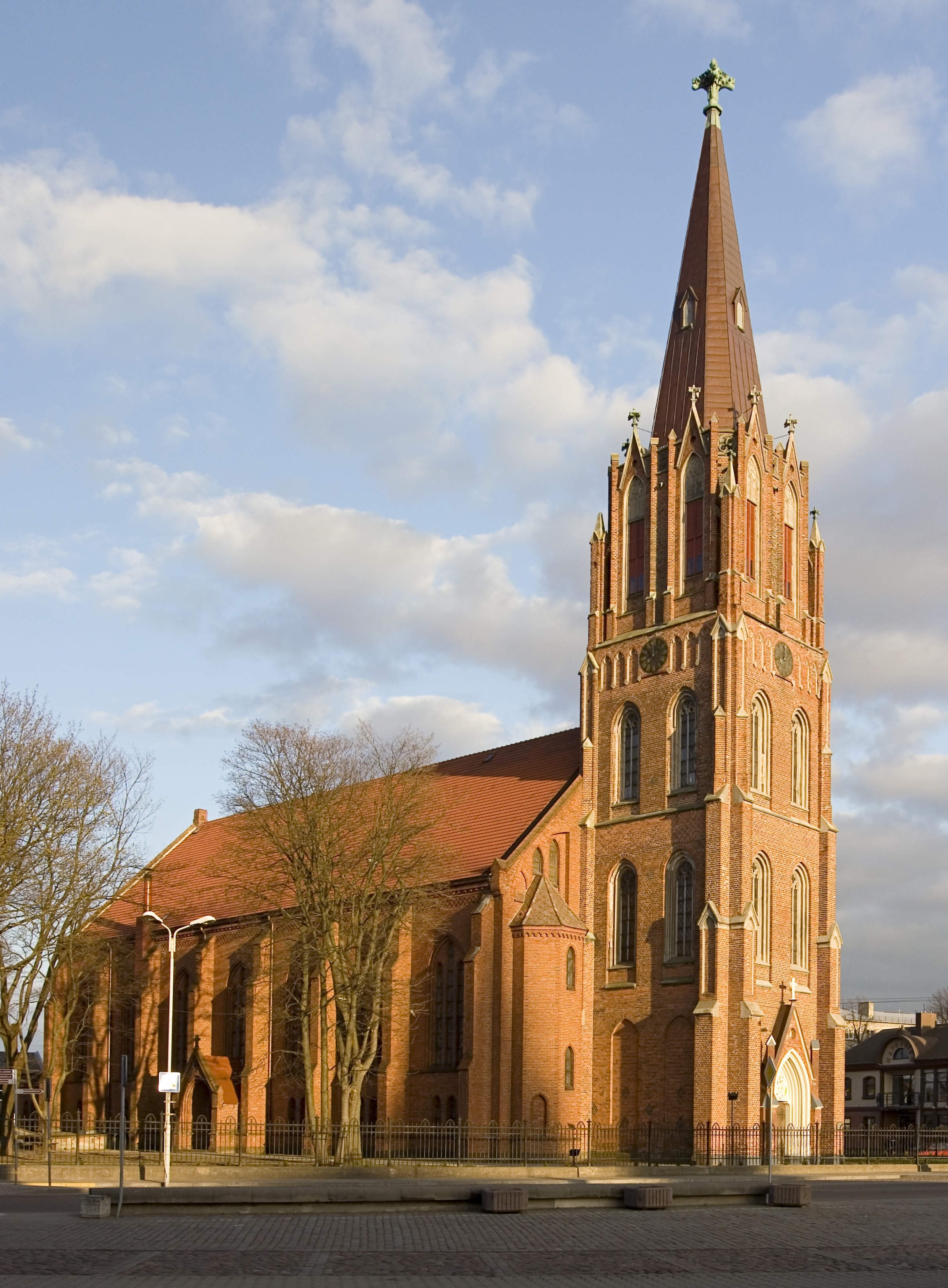
St.-Anna-Kirche
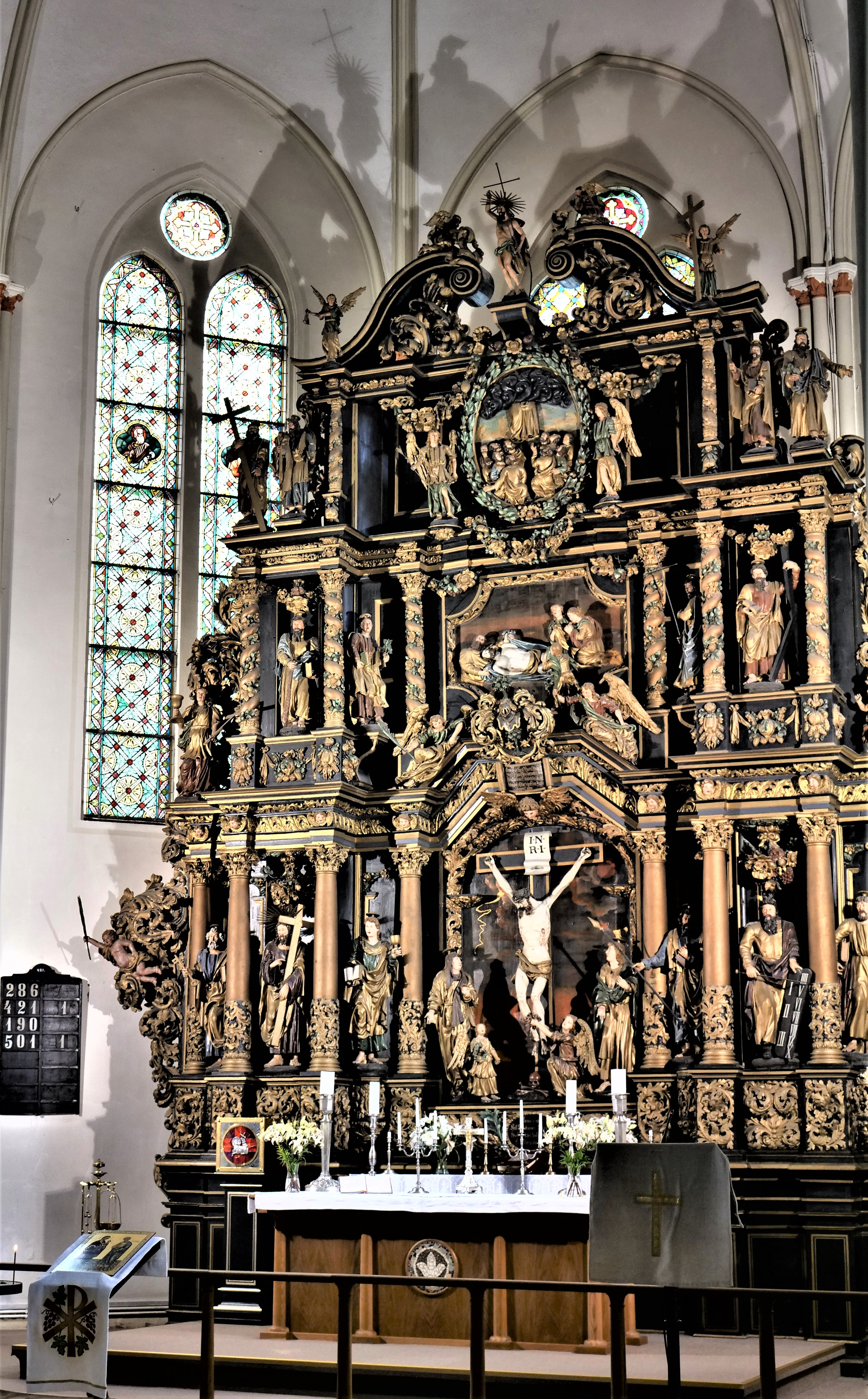
Altaraufsatz in der Kirche St. Anna
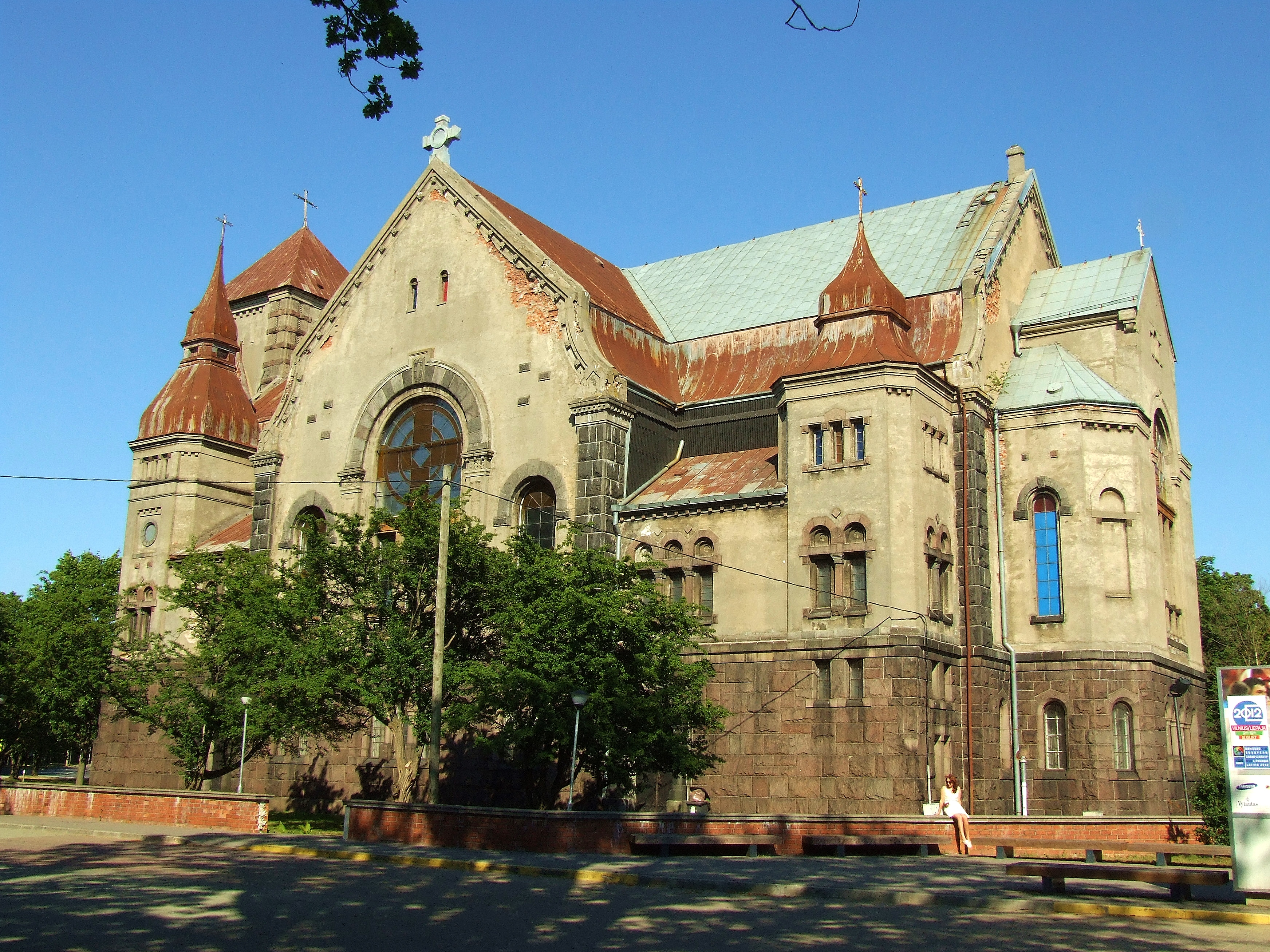
Martin-Luther-Kirche
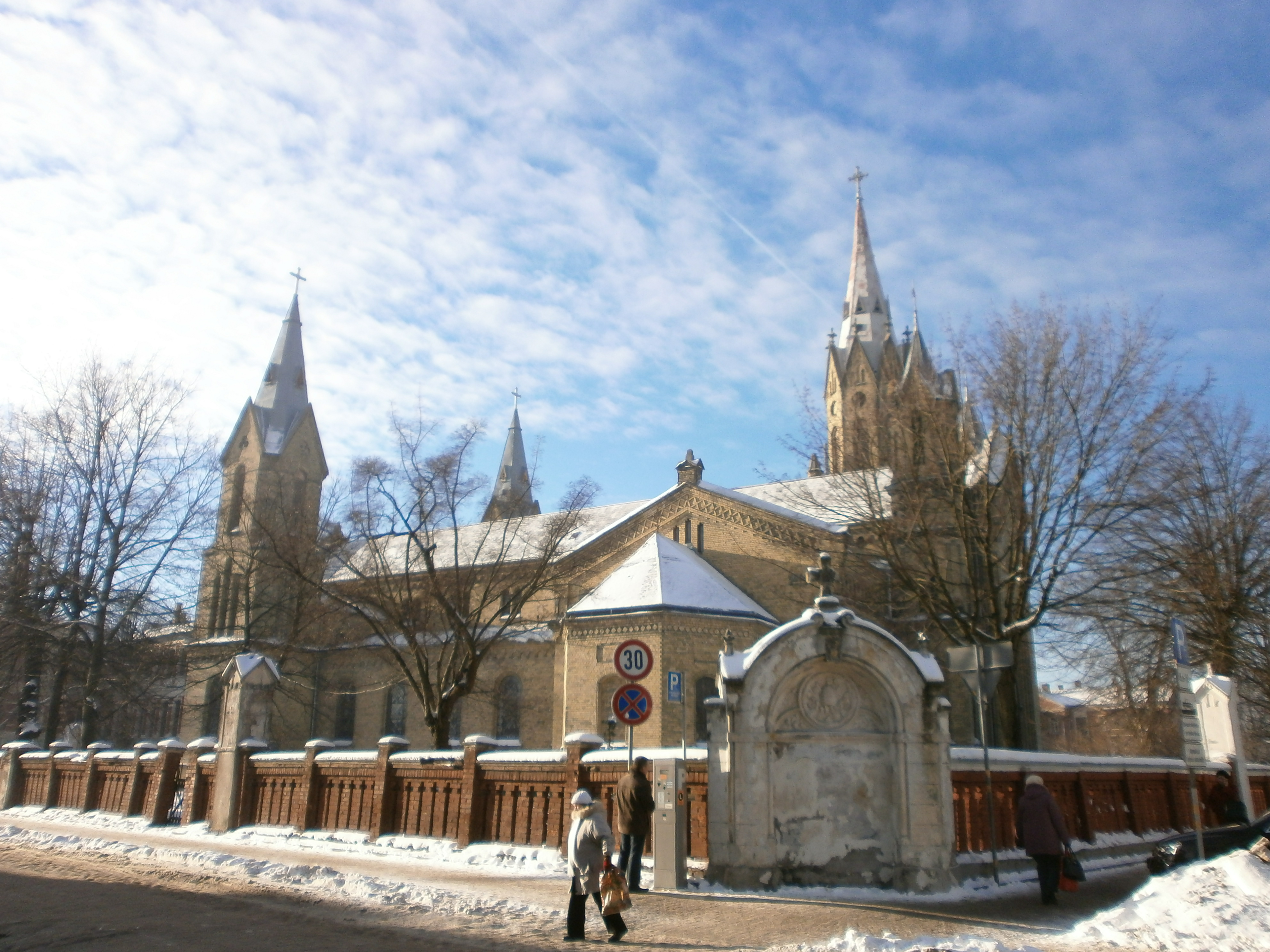
Kathedrale St. Josef
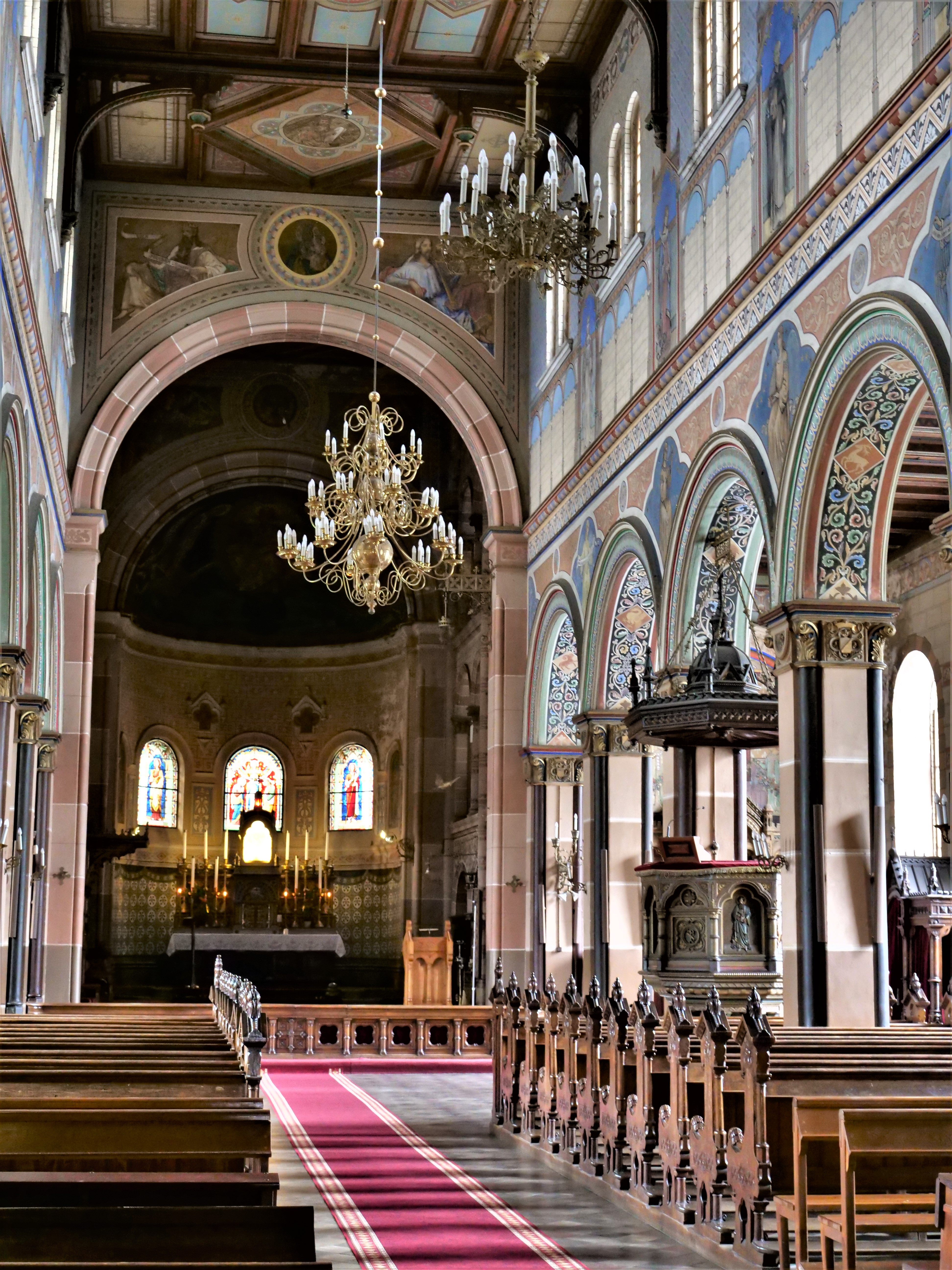
Langhaus der Kathedrale St. Josef
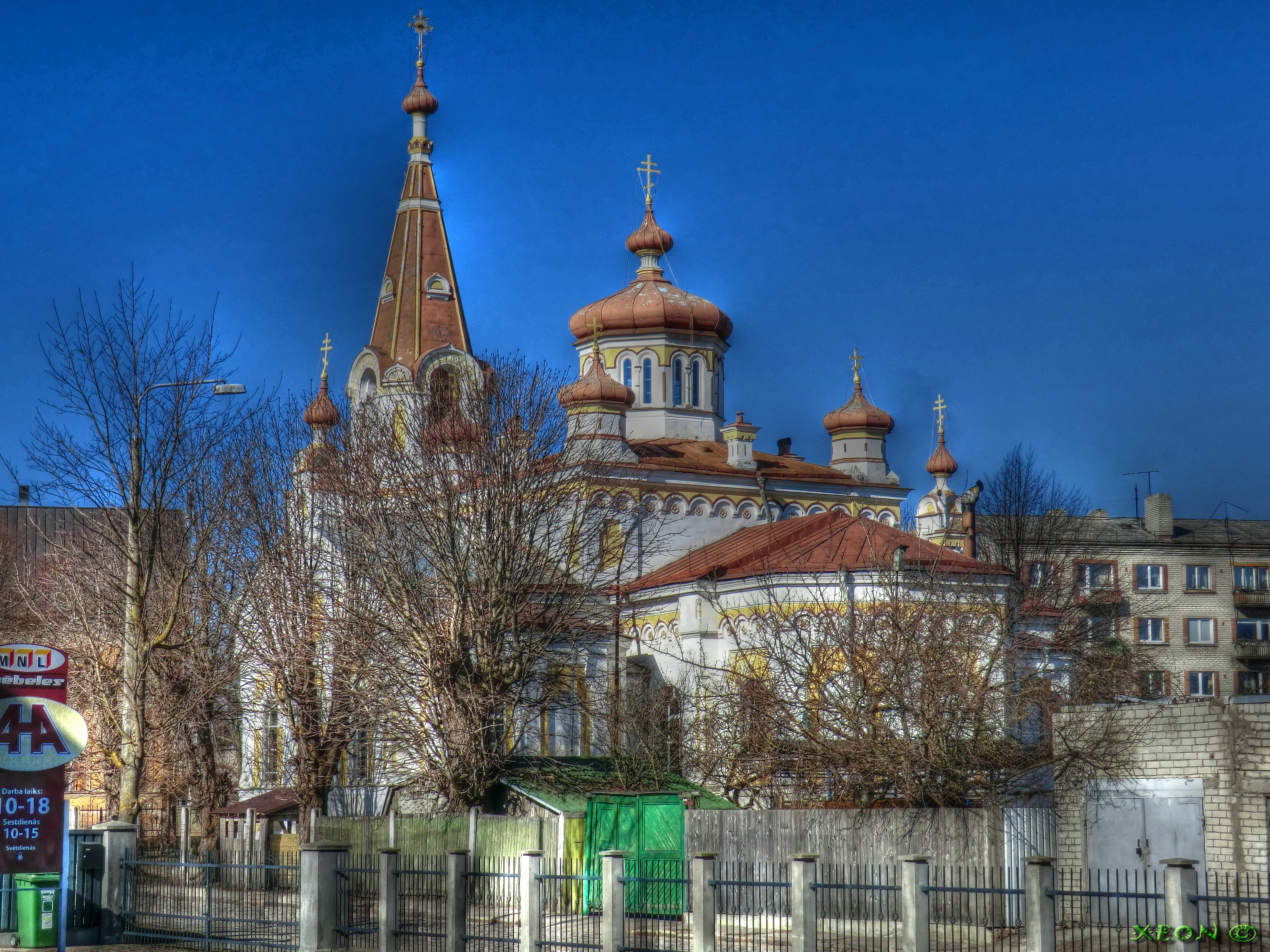
Orthodoxe Dreifaltigkeitskirche
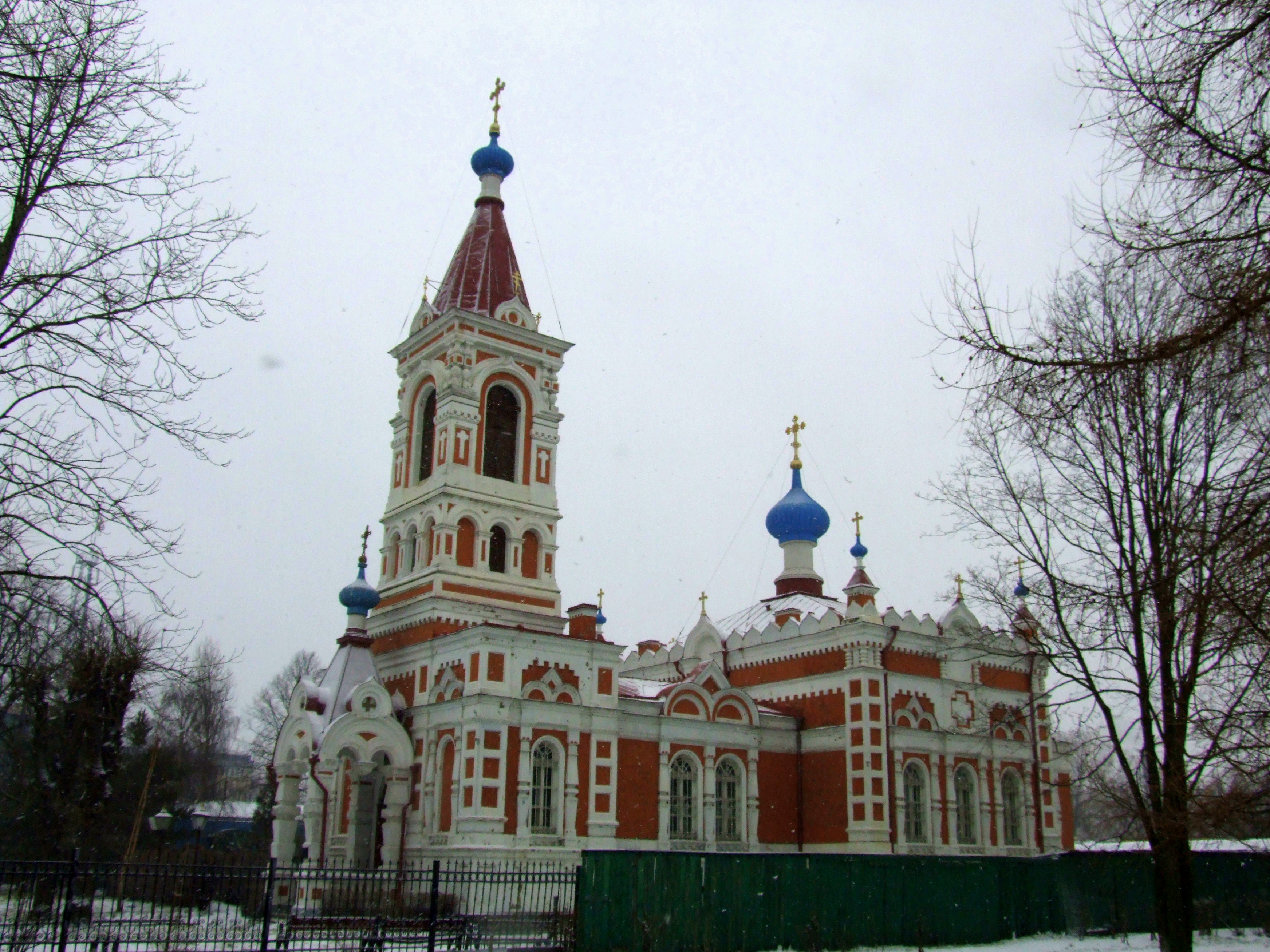
Orthodoxe Alexeykirche
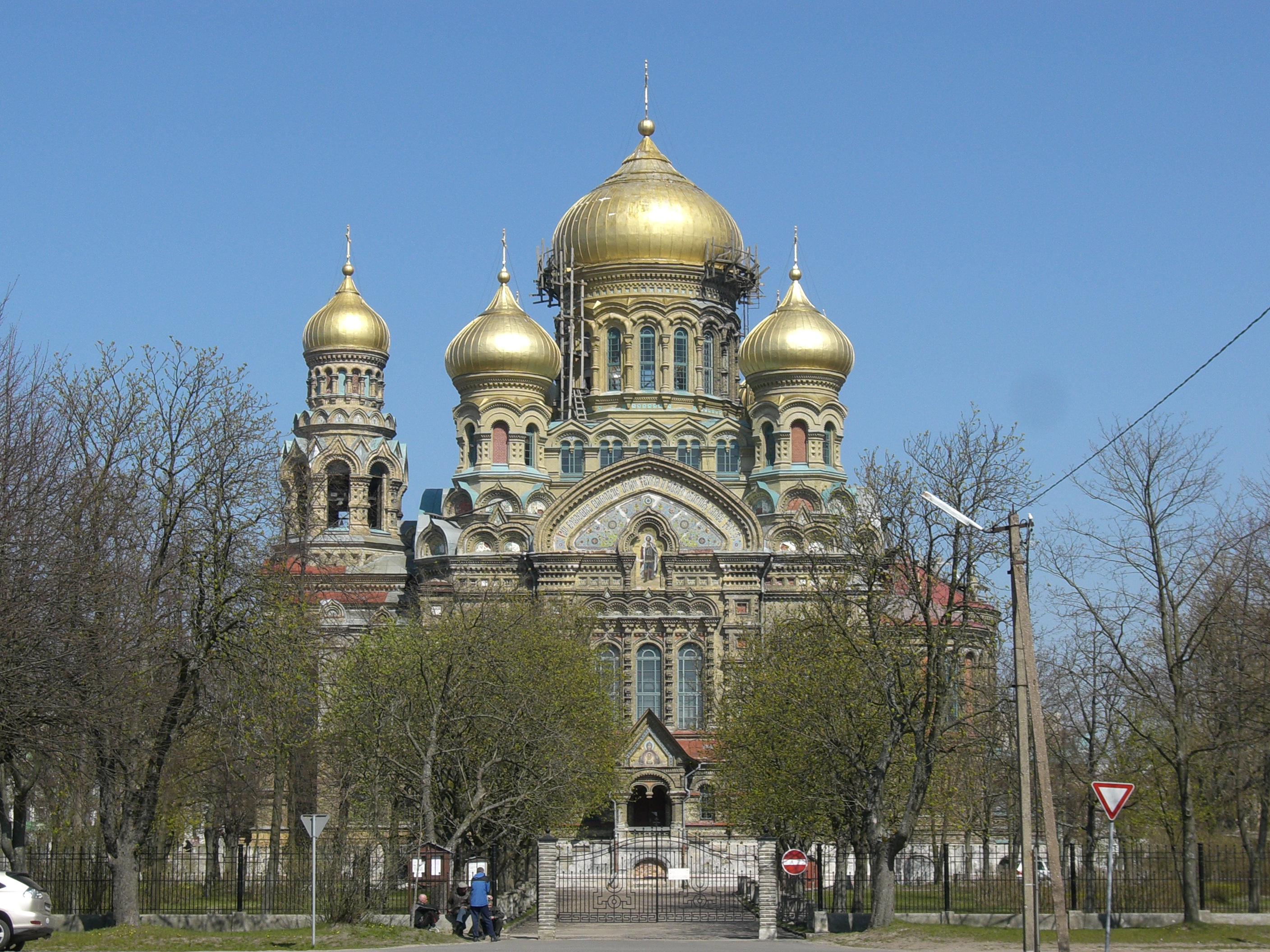
Orthodoxe Kathedrale St. Nikolai in Karosta

- das Stadtviertel Karosta (Kriegshafen) mit:
  - der orthodoxen Kathedrale St. Nikolai, errichtet 1901–1903
  - dem historischen Militärgefängnis, das über hundert Jahre von den wechselnden Landesherren genutzt wurde. Das Gebäude beinhaltet heute ein Museum und eine Herberge. Alle Räume sind im Originalzustand erhalten oder werden nach und nach wieder instand gesetzt.
  - der Festung (neun Teile, zwei davon am Kriegshafen)
  - der Manege
  - zahlreichen seit dem Abzug des sowjetischen Militärs leerstehenden alten Gebäuden
- der Konzertsaal Großer Bernstein (Lielais dzintars), Eröffnung im Jahr 2015
- das Museum Liepāja zur Stadtgeschichte von der Steinzeit bis zum 19. Jahrhundert
- die Markthalle Pētertirgus wurde 1910 im Jugendstil errichtet

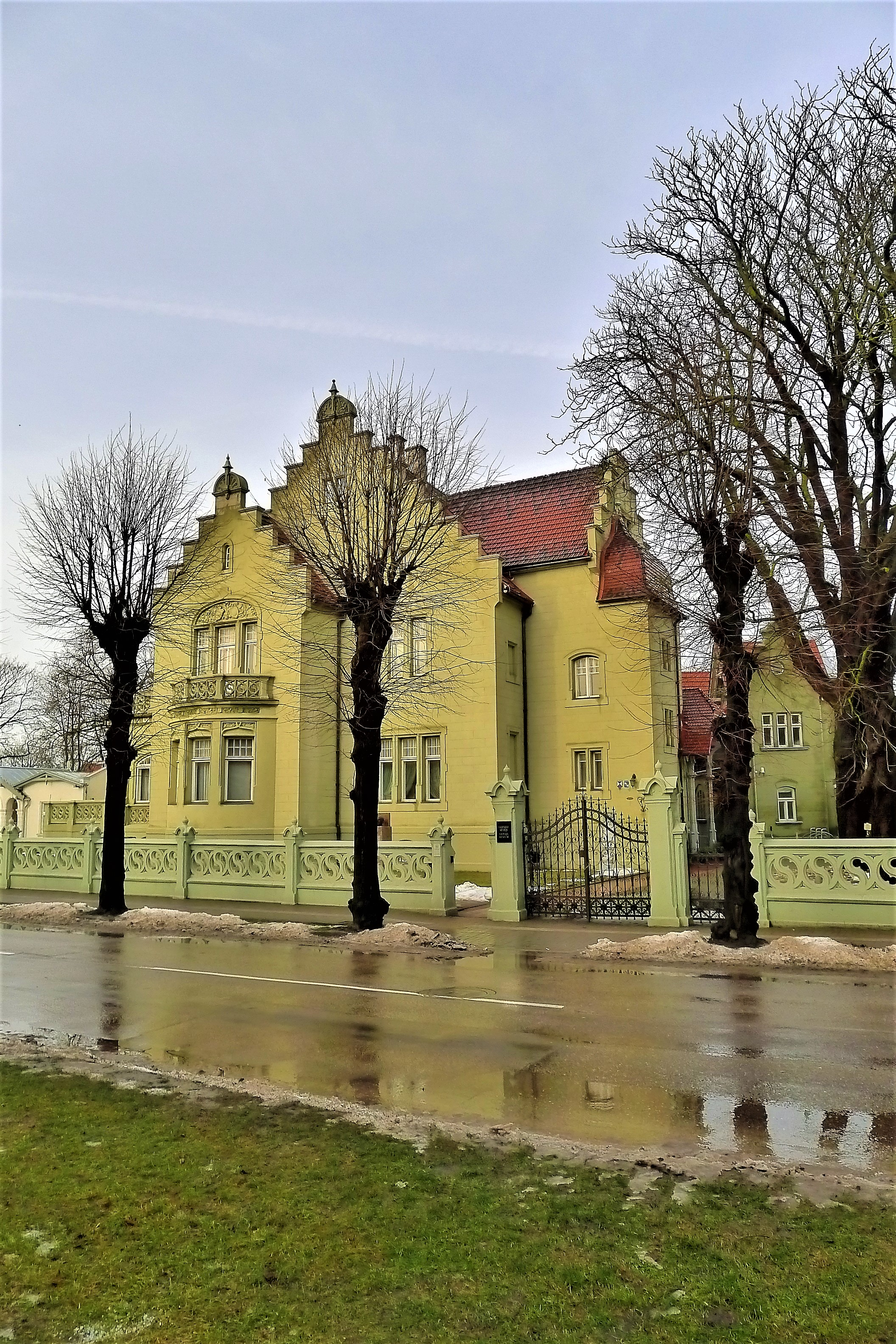
Museum Liepāja
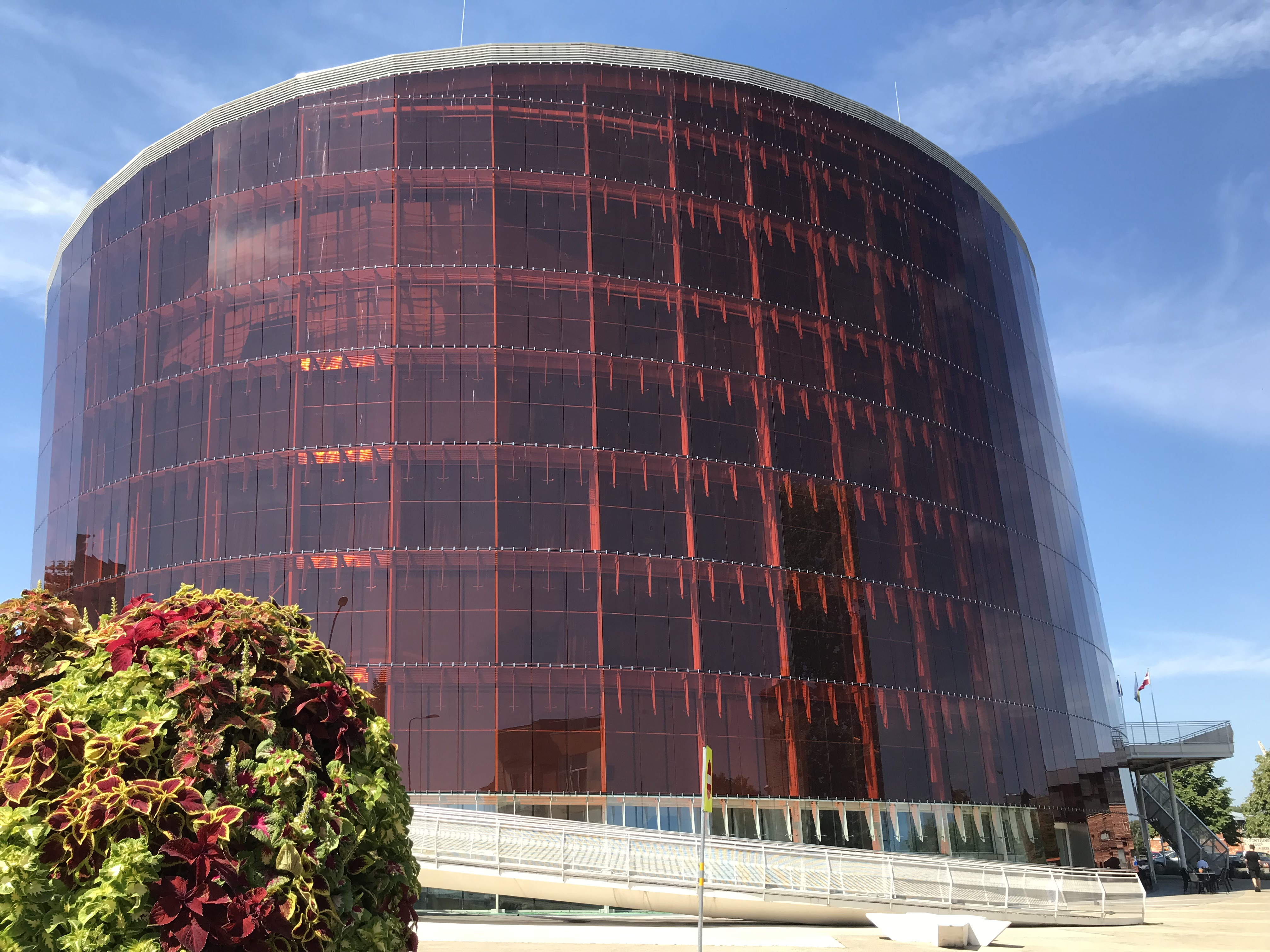
Konzerthalle „Großer Bernstein“
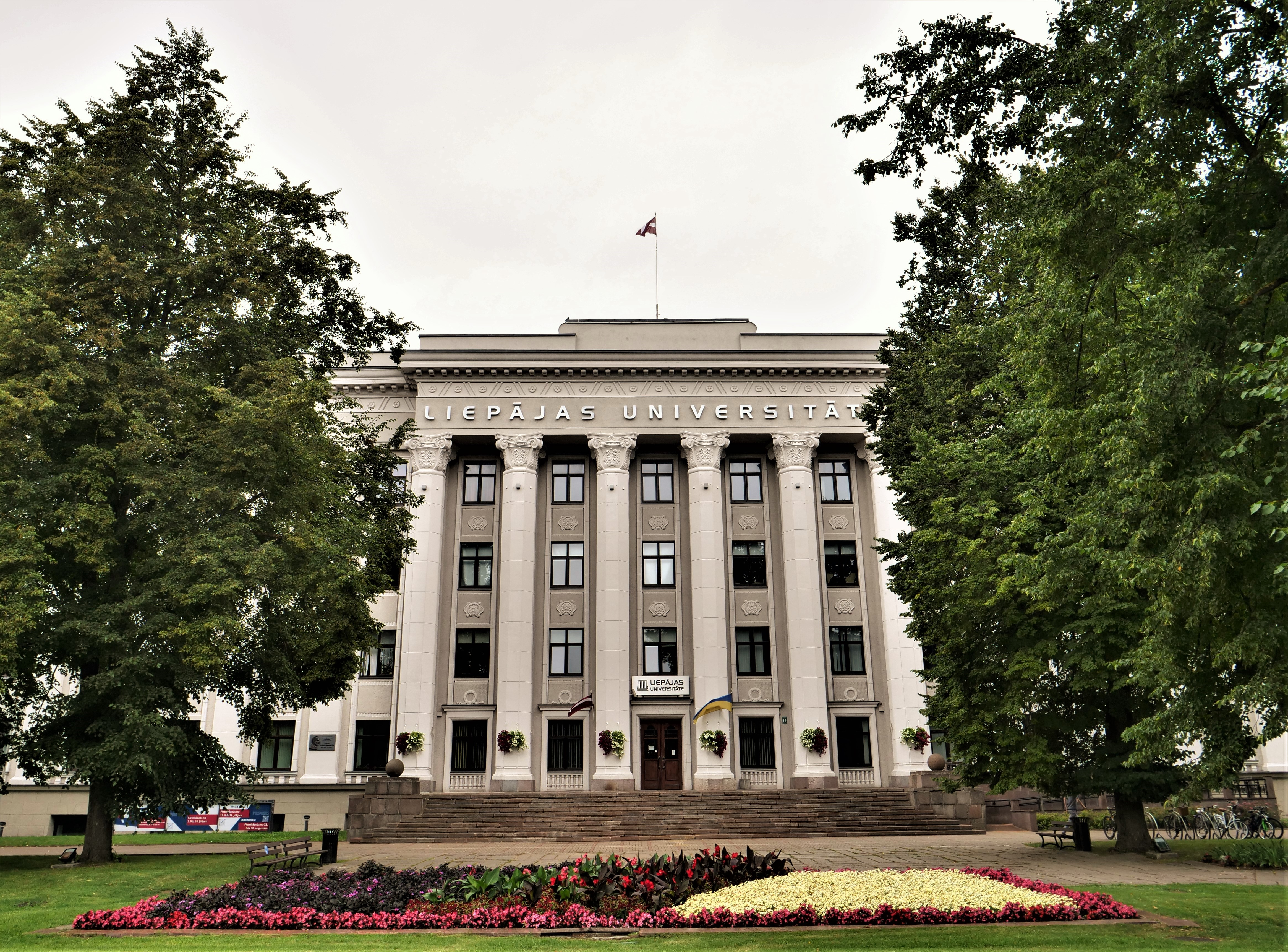
Universität
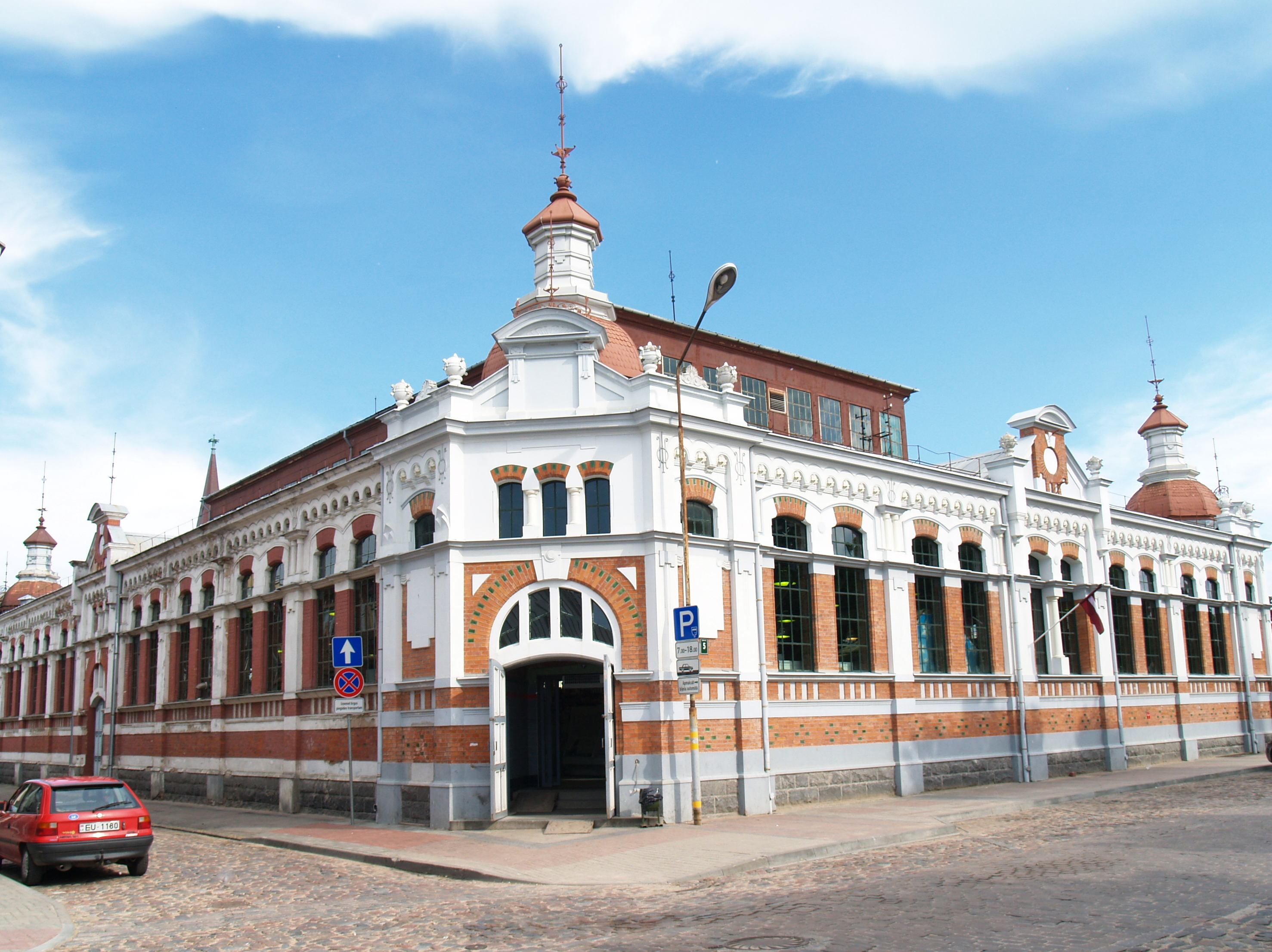
Markthalle
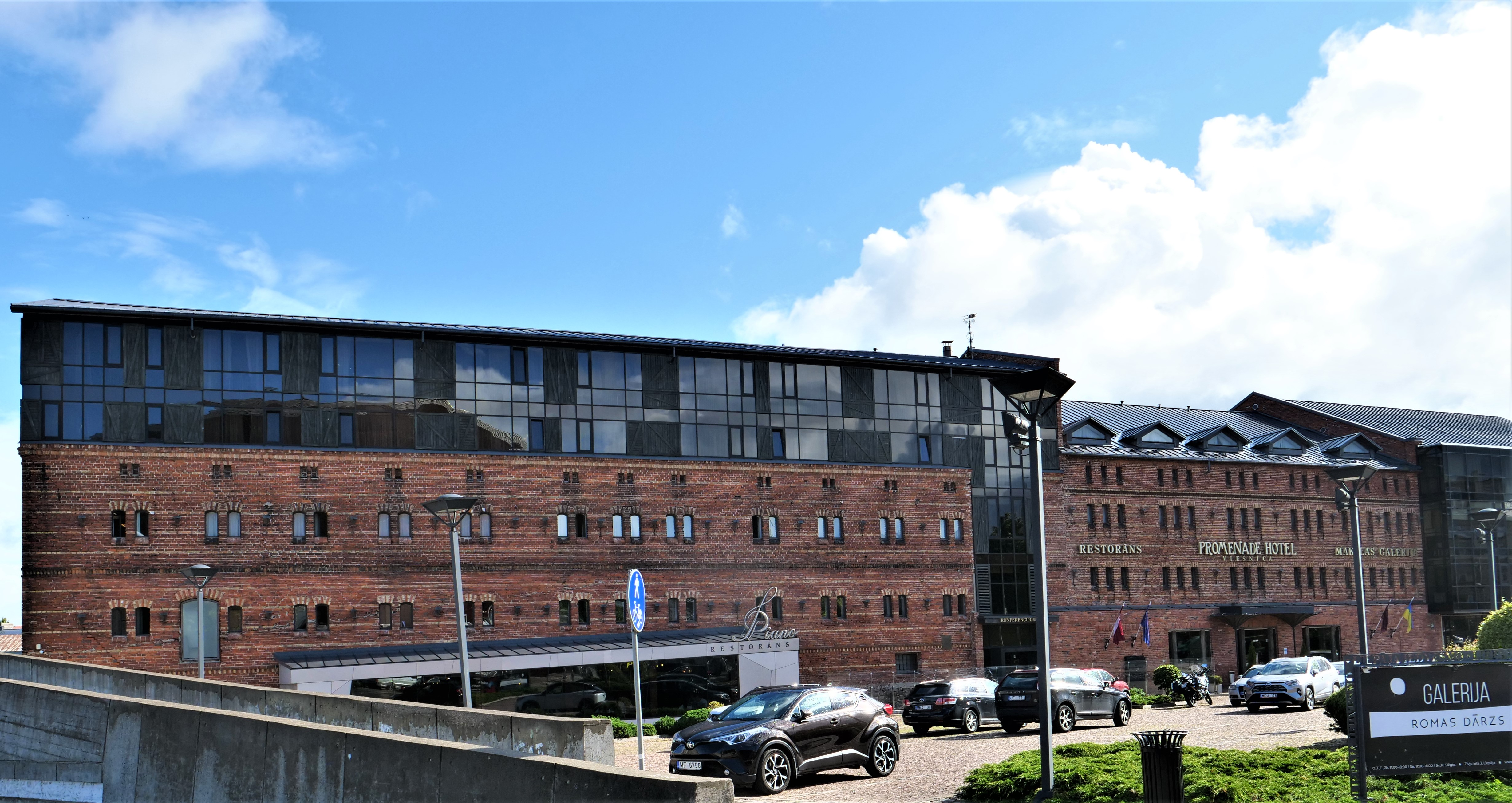
Neugenutzte Lagerhäuser
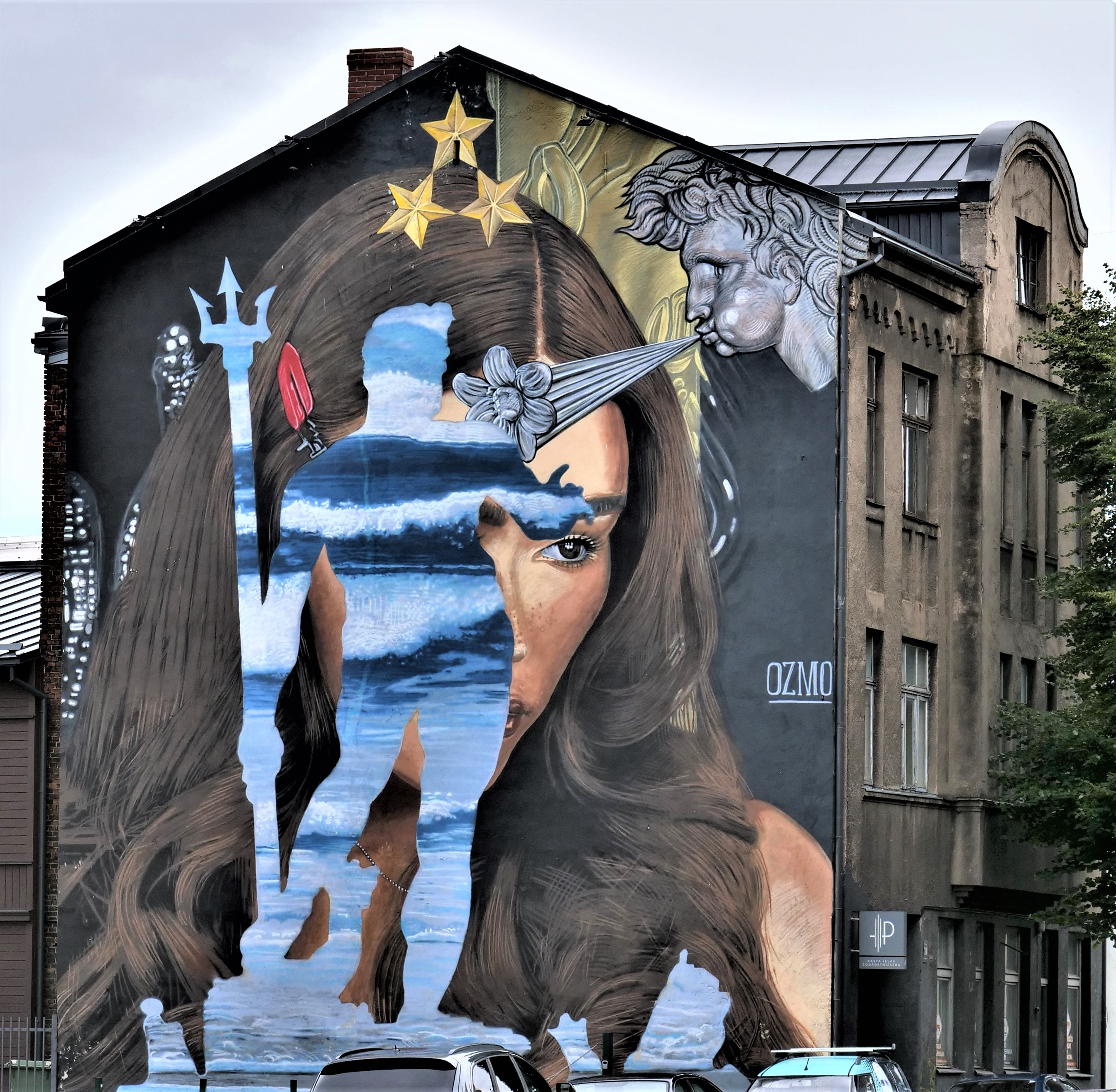
Hauswand-Graffiti

## Bistum Liepāja
Liepāja ist Sitz des römisch-katholischen Bistums Liepāja sowie eines gleichnamigen evangelisch-lutherischen Bistums. Beide erstrecken sich über das Gebiet von Kurland (lett.: Kurzeme).

## Verkehr

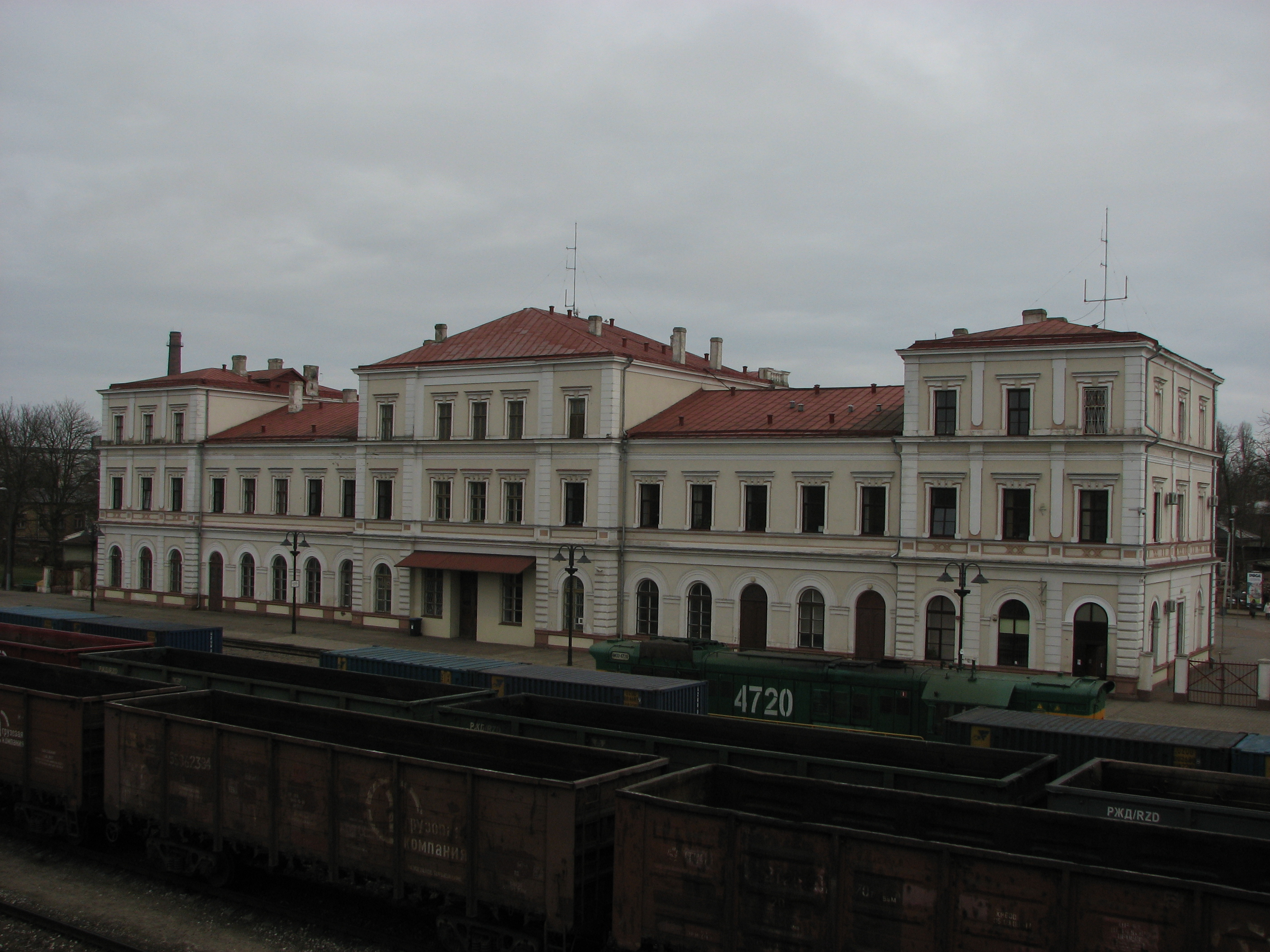
Bahnhof Liepāja

- Durch die Stadt verläuft zwischen Ostsee und Libauer See der Handelskanal, der teilweise auch als Hafen dient.
- Es besteht eine Fährverbindung nach Travemünde. Seit 2021 verkehrt die „Stena Vinga“ täglich.[21]
- Ins Landesinnere und ins nahe Litauen bestehen Fernbusverbindungen.
- Seit dem 31. Juli 2023 besteht auf der Eisenbahnstrecke nach Riga täglicher Personenverkehr.
- Der europäische Radwanderweg EV10 verläuft durch Liepāja, in wenigen Abschnitten auf einem straßenbegleitenden Radweg.[22]
- Die Straßenbahn Liepāja besteht aus einer Linie, die im Mai 2013 in den Bezirk Ezerkrasts 2 verlängert wurde.
- Der Flughafen Liepāja (LPX) liegt 8 km östlich der Stadt auf einem 217 ha großen Gelände und ist seit dem 26. Mai 2016 nach Renovierung wieder geöffnet.[23] Die Abmessung des Runway ist 2002 × 40 m. Ab 2017 flog Air Baltic zwischen Liepāja und Riga. Die Linie wurde wieder eingestellt. Derzeit gibt es keine regelmäßigen Flüge.

## Wirtschaft
Hauptexportgüter sind Stahlwaren, Möbel und Textilien. Von Bedeutung ist der Dienstleistungssektor.
Der Hafen von Liepāja steht beim Güterumschlag an dritter Stelle der lettischen Häfen (hinter Riga und Ventspils). Im Jahre 2016 wurden in Liepāja 9 % der lettischen Importe und Exporte über See umgeschlagen.
Die Kunstgewerbeschule von Liepāja gehört zu den wenigen Ausbildungsstätten weltweit, an denen Wissen über die künstlerische Verarbeitung von Bernstein vermittelt wird. Auch einige der an der Rekonstruktion des Bernsteinzimmers im Katharinenpalast in Puschkin beteiligten Kunsthandwerker und Künstler haben diese Schule besucht.

## Partnerschaften
Städtepartnerschaften bestehen mit folgenden Städten und Gemeinden:
- Nynäshamn, Schweden, seit 1990
- Elbląg, Polen, seit 1991
- Bellevue (WA), Vereinigte Staaten, seit 1992
- Darmstadt, Deutschland, seit 1993
- Nykøbing Falster, Dänemark, seit 1993
- Karlshamn, Schweden, seit 1997
- Klaipėda, Litauen, seit 1997
- Gdynia, Polen, seit 1999
- Homel, Belarus, seit 1999
- Provinz Rogaland, Norwegen, seit 1999
- Stadtteil Årstad in Bergen, Norwegen, seit 2001
- Palanga, Litauen, seit 2001
- Westlicher Teil der Oblast Moskau, Russland, seit 2004
- Helsingborg, Schweden, seit 2005

## Persönlichkeiten

### Söhne und Töchter der Stadt
Nach Geburtsjahr geordnet
- Alexander Faltin (1819–1899), Jurist, Politiker und Ratsherr in Riga
- Carl von Waeber (1841–1910), Kaiserlich Russischer Gesandter in Korea
- Nikolai Kleinenberg (1842–1897), Zoologe in Neapel
- Alphons Spring (1843–1908), Maler
- Mathilde von Dellingshausen (1854–1920), Wohltäterin
- Rafail Alexandrowitsch Falk (1856–1913), Jurist, Schachmeister und Journalist
- Friedrich Scheffel (1865–1913), deutsch-baltischer Architekt
- John Martens (1875–1936), deutscher Architekt
- Lina Stern (1878–1968), Naturwissenschaftlerin, Mitglied der Russischen Akademie der Wissenschaften
- Maurice Sterne (1878–1957), US-amerikanischer Maler und Bildhauer
- Ernests Štālbergs (1883–1958), lettisch-russischer Architekt und Hochschullehrer
- August Krause (1884–1948), deutscher Politiker (SPD; USPD)
- Wolfgang Kraus (1887–1952), Journalist und Schriftsteller
- Edwin Magnus (1888–1974), deutsch-lettischer Minister und Abgeordneter
- Hermann Mannheim (1889–1974), deutsch-britischer Jurist, Kriminologe und Hochschullehrer
- Arthur Sakheim (1889–1931), deutscher Schriftsteller, Journalist und Dramaturg
- Konstantin Scharenberg (1892–1982), US-amerikanischer Hochschullehrer, Professor für Neuropathologie
- Eduard Kasimirowitsch Tisse (1897–1961), russisch-sowjetischer Kameramann
- Zenta Mauriņa (1897–1978), deutsch-lettisch-russischsprachige Schriftstellerin
- Jacob Klein (1899–1978), Philosoph und Mathematiker
- Albert Ponsold (1900–1983), deutscher Gerichtsmediziner und Hochschullehrer
- Aleksandra Briede (1901–1992), lettisch-sowjetische Bildhauerin
- Werner Glasenapp (1904–1984), deutsch-baltischer Industriedesigner, Goldschmied und Hochschullehrer
- Gregor Sebba (1905–1985), US-amerikanischer Ökonom und Philosoph
- Voldemārs Žins (1905–1962), Fußballspieler
- Roberts Blūmentāls (1906–1977), Fußballspieler
- Mirdza Ķempe (1907–1974), lettische Lyrikerin und Übersetzerin
- Jūliuss Feldmanis (1909–unbekannt), Fußballspieler
- Ben A. Finkelstein (1910–1975), schweizerisch-US-amerikanischer Psychiater
- Jošua Munics (1910–vor 1945), Fußballspieler
- Harry Siegmund (1910–2009), deutsch-baltischer Verwaltungsjurist, SS-Offizier und Ministerialbeamter
- Claus von Aderkas (1919–2007), deutsch-baltischer Pastor
- Tālivaldis Ķeniņš (1919–2008), kanadischer Komponist und Musikpädagoge
- Harijs Lēvenšteins (1920–1941), Fußballspieler und Boxer
- Morris Halle, geb. als Moriss Pinkovics (1923–2018), lettisch-amerikanischer Linguist
- Janis Grinbergas (1925–2013), Basketballspieler, -trainer und -schiedsrichter, Handballtrainer, -schiedsrichter und -funktionär
- Edward Anders (Eduards Alperovičs; 1926–2025), lettisch-amerikanischer Geochemiker und Holocaustforscher
- Margarete Dörr (1928–2014), deutsche Geschichtsdidaktikerin
- Wolfgang Strauß (1931–2014), deutscher Autor
- Konrad Brandt (1936–2017), deutscher Theologe, Missionar und Direktor der Marburger Mission
- Rolf Kahn (* 1943), Fußballspieler, Vater von Oliver Kahn
- Ingrīda Barkāne (* 1948), Sprinterin und Hürdenläuferin
- Jānis Vanags (* 1958), Erzbischof der Evangelisch-Lutherischen Kirche Lettlands
- Dzintars Jaunzems (* 1966), Basketballspieler
- Andris Sprūds (* 1971), Politiker
- Mārtiņš Freimanis (1977–2011), Musiker, Schauspieler und Autor
- Māris Verpakovskis (* 1979), Fußballnationalspieler
- Zanda Martens (* 1984), deutsche Politikerin (SPD)
- Poļina Jeļizarova (* 1989), Hindernisläuferin
- Anastasija Sevastova (* 1990), Tennisspielerin
- Ineta Mackeviča (* 1992), Squashspielerin
- Matīss Miknis (* 1992), Bobfahrer
- Kristaps Porziņģis (* 1995), Basketballspieler
- Rūdolfs Balcers (* 1997), Eishockeyspieler

### Mit Liepāja verbunden
- Ludolf Gottfried Schley (1798–1859), deutscher Schriftsteller und Übersetzer, Kaufmann und Ehrenbürger von Libau
- Paul Max Bertschy (1840–1911), Stadtarchitekt in Libau
- Otto Fischer (1901–1941), Fußballtrainer von Olympia Libau
- Lew Rahr (1913–1980), exilrussischer Publizist, lebte 1924–1941 in Libau
- Gleb Rahr (1922–2006), exilrussischer Journalist und Kirchenhistoriker, lebte 1924–1941 in Libau
- Astrīda Kairiša (1941–2021), Schauspielerin, spielte von 1961 bis 1967 am Theater in Liepāja

## Klimatabelle
|                       | Jan  | Feb  | Mär  | Apr | Mai  | Jun  | Jul  | Aug  | Sep  | Okt  | Nov | Dez  |   |      |
| Mittl. Tagesmax. (°C) | −0,5 | −0,4 | 3,0  | 8,4 | 14,7 | 18,4 | 19,9 | 19,9 | 16,1 | 11,3 | 5,8 | 2,0  | ⌀ | 9,9  |
| Mittl. Tagesmin. (°C) | −5,7 | −5,8 | −3,0 | 1,6 | 6,4  | 10,7 | 13,2 | 13,1 | 9,8  | 5,9  | 1,4 | −2,8 | ⌀ | 3,8  |
|                       |      |      |      |     |      |      |      |      |      |      |     |      |   |      |
| Niederschlag (mm)     | 46   | 34   | 31   | 37  | 37   | 43   | 56   | 92   | 66   | 70   | 65  | 60   | Σ | 637  |
|                       |      |      |      |     |      |      |      |      |      |      |     |      |   |      |
| Sonnenstunden (h/d)   | 1,1  | 2,3  | 4,2  | 6,2 | 8,8  | 9,8  | 9,0  | 8,0  | 5,8  | 3,3  | 1,4 | 0,9  | ⌀ | 5,1  |
|                       |      |      |      |     |      |      |      |      |      |      |     |      |   |      |
| Regentage (d)         | 12   | 8    | 9    | 7   | 7    | 7    | 9    | 10   | 12   | 12   | 15  | 13   | Σ | 121  |
|                       |      |      |      |     |      |      |      |      |      |      |     |      |   |      |
| Luftfeuchtigkeit (%)  | 85   | 82   | 81   | 77  | 74   | 76   | 78   | 79   | 79   | 82   | 83  | 85   | ⌀ | 80,1 |

| −5,7 |

| −5,8 |

| −3,0 |

| 1,6 |

| 6,4 |

| 10,7 |

| 13,2 |

| 13,1 |

| 9,8 |

| 5,9 |

| 1,4 |

| −2,8 |

| −5,7 |

| −5,8 |

| −3,0 |

| 1,6 |

| 6,4 |

| 10,7 |

| 13,2 |

| 13,1 |

| 9,8 |

| 5,9 |

| 1,4 |

| −2,8 |